# Merritt Brunies
Merritt Brunies (New Orleans, 1895. december 25. – Biloxi, 1973. február 5.) amerikai harsonás, kornettes.

## Pályakép
Brunies jól ismert zenész családban született a louisianai New Orleansban. Az együttes tagjai között volt George Brunies és Albert Brunies is. 
Merritt saját zenekarát, a The Original New Orleans Jazz Bandet vezette 1916 és 1918 között. Ez az együttes még nem készített felvételeket, de létezett már Jimmy Durante New Orleans Jazz Bandje az Original Dixieland Jass Band előtt (ez utóbbi nem sokkal később, 1916-ban alakult). Ezt követőenMerritt Brunies egy másik zenekart alapított, amely közvetlenül a New Orleans Rhythm Kings szereplése után a chicagói Friar's Innben játszott. Az 1930-as években rendszeresen játszottak New Orleansban, majd 1946-banBrunies Mississippibe költözött, ahol testvéreivel egy zenekarban játszott. 
A Mississippi állambeli Biloxiban halt meg.